# ノー・リーズン
「ノー・リーズン」(No Reason)は、ケミカル・ブラザーズが2023年3月17日にリリースしたシングル。

## 概要
2年ぶりのシングル。セカンド・レイヤーの楽曲「コーツ・オア・ウォーズ」のヴォーカル・サンプリングが含まれている。ミュージック・ビデオはネオン色のマーチング・バンドが登場するサイケデリック色が強い内容になっている。

## トラックリスト
| #  | タイトル                      | 作詞 | 作曲・編曲 | 時間 |
| -- | ----------------------------- | ---- | ---------- | ---- |
| 1. | 「ノー・リーズン」(No Reason) |      |            | 4:01 |